# Іванова Юлія Анатоліївна
Юлія Анатоліївна Іванова (рос. Юлия Анатольевна Иванова; нар., 9 вересня 1985, Сосногорськ, Комі АРСР, СРСР) — російська лижниця, бронзова призерка чемпіонату світу 2013 року в естафеті, багаторазова чемпіонка Росії.
Результати Юлії Івановової на зимових Олімпійських ігор 2014 року в Сочі 9 листопада 2017 року анульовані комісією Міжнародного олімпійського комітету, їй також заборонено брати участь у будь-яких змаганнях під егідою «FIS»